# Glockenspiel (Orgel)
Das Glockenspiel (auch Carillon) ist ein Register der Orgel.

## Konstruktion
Es hat zwei grundsätzlich verschiedene Konstruktionen dieses Registers im Laufe der Orgelgeschichte gegeben:
- Glockenspiel als idiophones Register: Bei dieser Ausführung sind entweder Glöcklein im Prospekt der Orgel angebracht, oder es sind schalenförmige Glocken unterschiedlichen Durchmessers der Größe nach geordnet Platz sparend auf einen Stab gesteckt und hinter dem Notenpult des Organisten aufgestellt. Die Glöcklein bzw. Schalenglocken werden von mechanisch, pneumatisch oder elektrisch bewegten Hämmerchen angeschlagen, wenn der Orgelspieler das Register zieht und auf der zugehörigen Tastatur spielt. Der Tonumfang des idiophonen Registers beschränkt sich meist auf die Diskanthälfte des Manuals. Darüber hinaus gibt es Einbauglockenspiele mit Metallplatten nach dem Prinzip der Celesta.
- Glockenspiel als Labialregister: Das Register ist ein gemischtes Orgelregister und besteht aus zwei Reihen von offenen Labialpfeifen zu 1 3⁄5′ und 1′, welche eine um zwei Oktaven erweiterte große Terz und eine Tripeloktave zum Grundton der jeweiligen Taste erklingen lassen. In Ausnahmefällen kann eine gedeckte Reihe 4′ hinzutreten, welche die Oktave zum Grundton der Taste ertönen lässt, oder eine offene Reihe 2 2⁄3′, welche in der Duodezime zum Grundton tönt.

## Vorkommen
Idiophone Glockenspiele wurden ab dem späten 17. Jahrhundert als Register in Orgeln angebracht, zunächst in Thüringen, ab dem frühen 18. Jahrhundert in weiten Teilen des deutschsprachigen Raumes (ausgenommen dessen westliche Gebiete) sowie in Oberitalien und Dänemark. Sehr bekannt sind heute die beiden Carillons in der Orgel von Joseph Gabler in der Basilika St. Martin in Weingarten (Württemberg). Im 19. Jahrhundert kam das Register in Deutschland aus der Mode, nach 1850 wurden jedoch in Großbritannien und Nordamerika viele Konzertorgeln in Town Halls oder anderen Konzertsälen mit Glockenspielen ausgestattet. Seit dem frühen 20. Jahrhundert werden auch in Deutschland wieder Konzertorgeln oder große Kirchenorgeln gelegentlich mit Glockenspielen ausgestattet.
Das Glockenspiel als gemischtes Labialregister wurde im 18. Jahrhundert unter den Namen Glockenspiel, Carillon oder auch Tintinabulum von Balthasar König und Christian Ludwig König im Rheinland sowie von Johann Andreas Silbermann im Elsass gebaut. Erhalten ist beispielsweise das Tintinabulum in der Orgel von Kloster Steinfeld in der Eifel. Im 19. Jahrhundert findet sich das Register in manchen niederländischen Orgeln, gegen Ende des 19. Jahrhunderts hat es Aristide Cavaillé-Coll in einigen Orgeln aufgegriffen. In Deutschland wurden nach ca. 1960 gelegentlich wieder mehrchörige Labialstimmen unter dem Namen Carillon gebaut, deren Zusammensetzung stark variiert, denn in manchen Fällen sind 
Septim- oder Nonenreihen in diese Register integriert.

## Verwendung
Über die Verwendung des idiophonen Registers Glockenspiel schrieb Georg Christian Friedrich Schlimbach 1801: „Das Glockenspiel erfordert eine besondere Spielart: vollstimmige Griffe verträgt es nicht, sondern gebrochene Accorde, Arpeggiaturen, doch nicht in geschwinder Bewegung, wodurch ein unverständliches Geklingel entstehen würde. Ob es gleich so wenig zum Choral als zu Musikbegleitung zu gebrauchen ist; so kann es doch zuweilen auch seine Dienste thun; z. B. an Dankfesten, wo man die frohe Stimmung des Herzens, durch ein munteres Spiel unterhalten darf: bei Ausgängen u. d. gl. Hier giebt es Stoff zu einigen Veränderungen des gewöhnlich strengen Orgelspiels.“
Das gemischte Labialregister Glockenspiel wird nicht allein gespielt, sondern immer zusammen mit einem gedeckten 8′-Register, das den Grundton erklingen lässt. Wenn diese Registrierung im Diskant staccato gespielt wird, erinnert der Klang entfernt an das Musikinstrument Glockenspiel. Ursprünglich sollte damit wohl das idiophone Register Glockenspiel ersetzt werden, das häufig gegenüber den Labialpfeifen verstimmt ist, weil Labialpfeifen je nach Raumtemperatur höher oder tiefer klingen, während Glöcklein oder Klangschalen in der Tonhöhe weitgehend konstant bleiben.